# Eulophia sooi
Eulophia sooi är en orkidéart som beskrevs av Woon Young Chun, Tang och Sing Chi Chen. Eulophia sooi ingår i släktet Eulophia och familjen orkidéer. Inga underarter finns listade i Catalogue of Life.